# Martin Pecina
Martin Pecina, né le 9 juillet 1968 à Český Těšín, est un homme politique tchèque, ancien membre du parti social-démocrate tchèque (ČSSD).